# Kosmos 1686
Kosmos 1686 (ryska: Космос 1686) eller TKS-4 var en obemannad flygning av den sovjetiska TKS-farkosten. Det var den fjärde flygningen av hela TKS-farkosten. Farkosten sköts upp med en Protonraket från Kosmodromen i Bajkonur den 27 september 1985 och dockade med den sovjetiska rymdstationen Saljut 7 den 2 oktober 1985. Farkosten förblev dockad med rymdstationen tills de båda återinträdde i jordens atmosfär och brann upp den 7 februari 1991.
Farkostens var inte utrustad med en VA-kapsel, denna var ersatt av ett optiskt teleskop. Vid tiden för dockningen var rymdstationen bemannad av Sojuz T-14:s besättning.